# Женщина в окне (картина)
«Женщина в окне» (или «Леди Милосердия») — картина английского художника-прерафаэлита Данте Габриэля Россетти, созданная в 1879 году. В настоящее время картина находится в собрании Художественного музея Фогга.

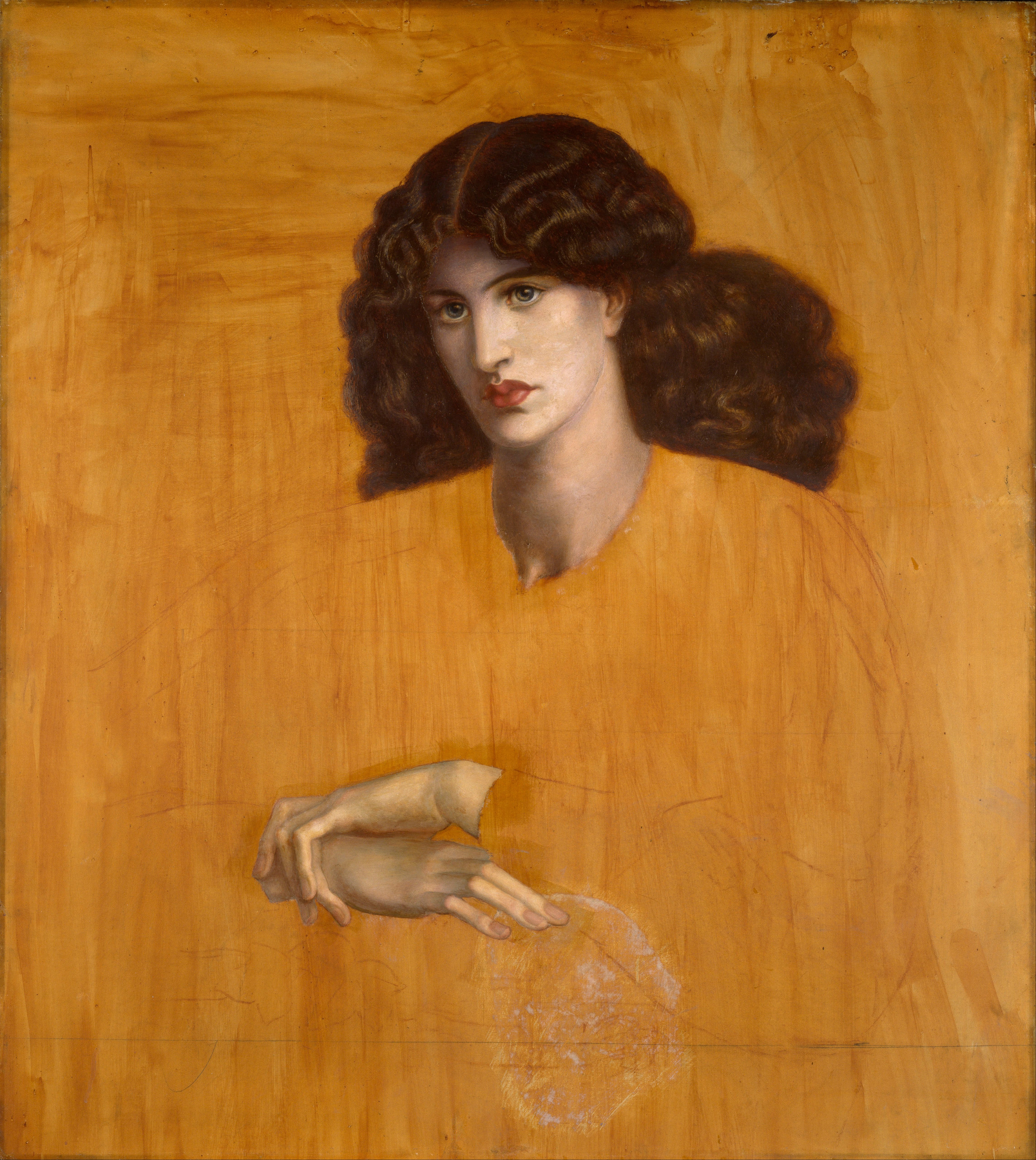
Незаконченная версия, 1881 год.

Работа над картиной началась ещё в 1870 году. Россетти сделал множество эскизов работы пастелью и карандашами, ставшие, по мнению некоторых критиков, более выразительными чем окончательное полотно, работу над которым художник завершил в 1879 году. Тем не менее, брат художника, критик Уильям Майкл Россетти охарактеризовал картину как одну из «самых зрелых работ» своего брата, одновременно «глубокую и сдержанную». Натурщицей для картины стала Джейн Моррис.
Картина иллюстрирует стихотворение Данте Алигьери из сборника «Новая жизнь». По сюжету, Данте горюет о смерти Беатриче, проходя по улице мимо её дома, и неожиданно встречается взглядом с женщиной, сидящей у окна. Взгляд этой женщины преисполнен жалостью и милосердием к нему, и Данте почти что влюбляется в неё. В стихотворении женщина впоследствии оказывается воплощением философии, но на картине Россетти не прибегает к этой аллегории или же к какой-либо абстрактной персонификации — героиня картины является обычной женщиной, смотрящей в окно, но при этом в духовном плане она — леди милосердия. В работе нашла отражение и биография художника — Джейн Моррис стала утешением для Россетти после смерти его супруги Элизабет Сиддал.
В 1879 году картину приобрёл Фредерик Эллис, в 1885 году выставивший её на аукцион. С 1943 года работа принадлежит Художественному музею Фогга.

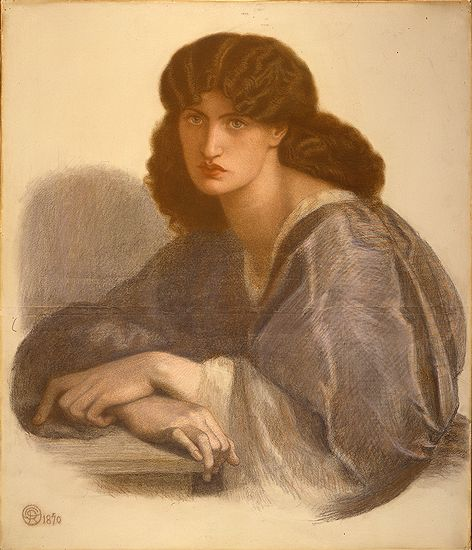
1870, Whitworth Art Gallery
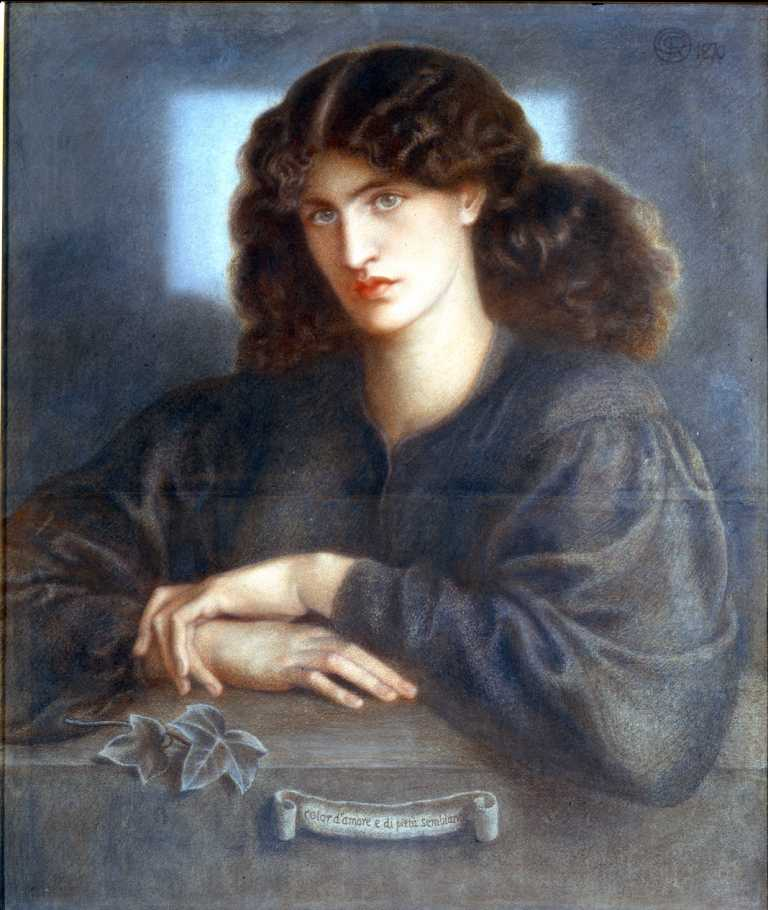
1870, Bradford Art Gallery and Museums
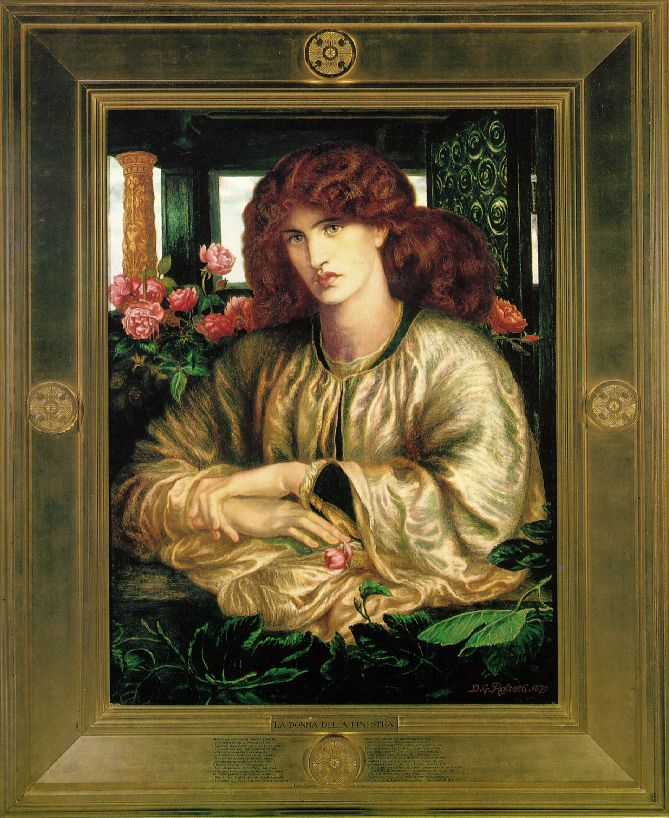
1879, Fogg Art Museum
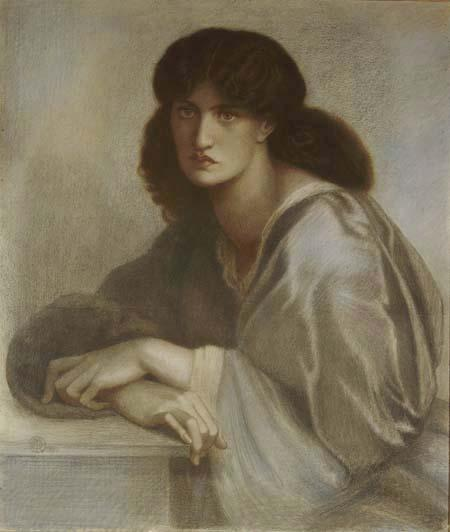
drawing, 1880, Andrew Lloyd Webber collection
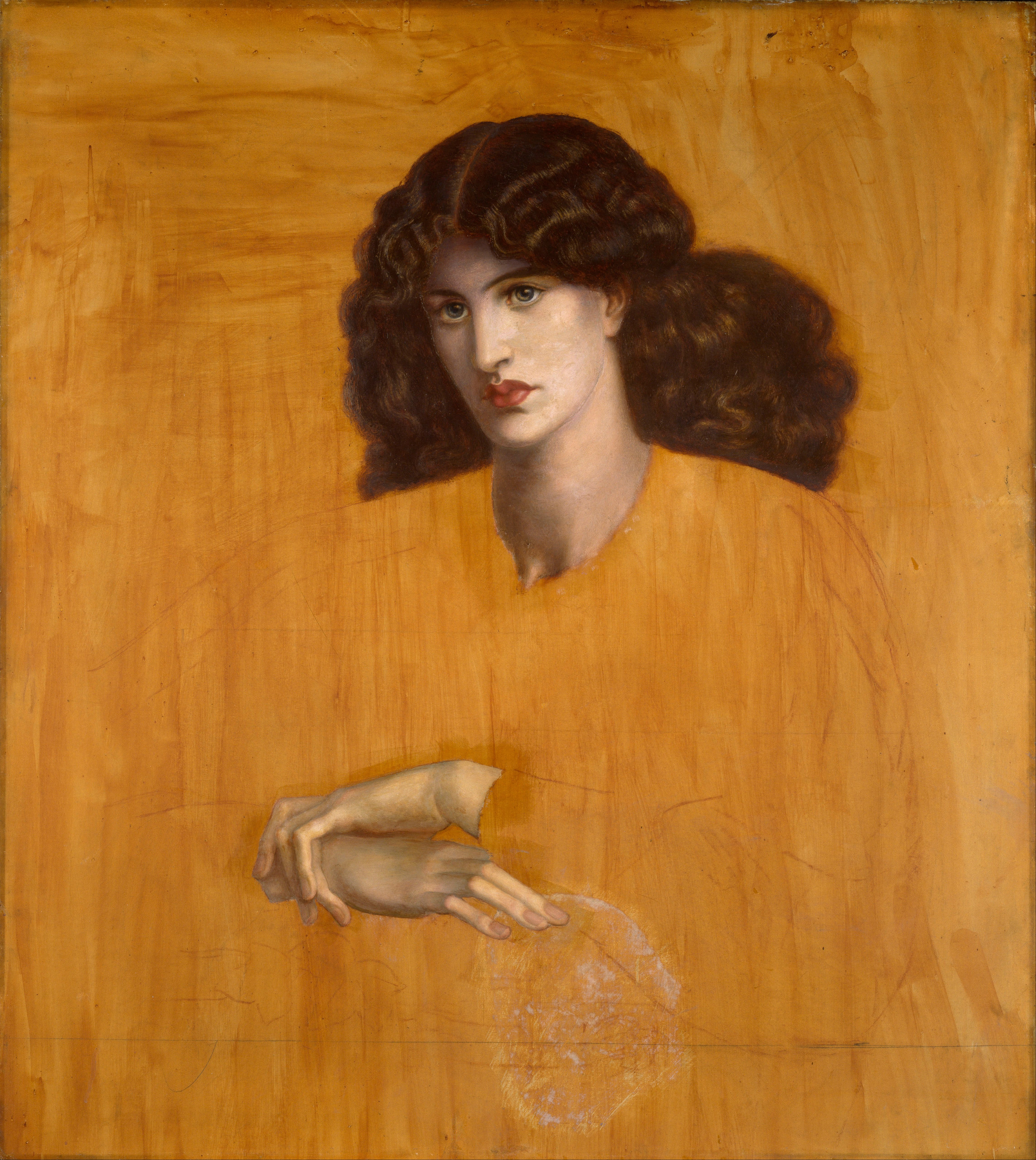
1881, Birmingham Museum and Art Gallery